# Calciumfluoride
Calciumfluoride is het calciumzout van waterstoffluoride, met als brutoformule CaF2. Het komt in de natuur voor als het mineraal fluoriet (vloeispaat).

## Toepassingen

### Productie van gips
Calciumfluoride kan als grondstof dienen voor de productie van gips (calciumsulfaat):
{\displaystyle {\ce {CaF2 + H2SO4 -> 2HF + CaSO4}}}
Het nevenproduct van deze reactie, waterstoffluoride, is eveneens een belangrijke grondstof in de chemische industrie.

### Cuvetten
Van calciumfluoride kunnen cuvetten gemaakt worden voor het opnemen van infrarood- en ultravioletspectra.

## Toxicologie en veiligheid
De meeste fluoridezouten zijn giftig, maar dat geldt niet voor calciumfluoride, aangezien dit zout nauwelijks oplosbaar is in water.